# The Magician's Birthday
The Magician's Birthday es el quinto álbum de la banda de hard rock Uriah Heep, lanzado en 1972 por Bronze Records.

## Detalles
Se trata de un álbum conceptual, cuya historia se basa libremente en un cuento escrito por el teclista, cantante y guitarrista Ken Hensley, entre junio y julio de 1972.
A pesar de que se grabó durante el otoño (boreal) de 1972, a los pocos meses del lanzamiento de Demons & Wizards, este álbum presenta un sonido sensiblemente diferente a los trabajos anteriores de la banda, con el hard rock dando lugar a composiciones de una apariencia más limpia, compleja, y con elementos más cercanos al rock progresivo, algo que si bien siempre estuvo presente en su música, sólo había sido mostrado parcialmente por el grupo con anterioridad. 
La edición en vinilo original constaba de una portada desplegable (gatefold), la cual fue diseñada una vez más por el artista Roger Dean. 
Dos canciones rankearon en los Estados Unidos, "Blind Eye" (# 97) y "Sweet Lorraine" (# 91), mientras que el tema "Spider Woman" alcanzó el # 13 en Alemania. 
La extensa pista que da título y cierra el disco, es notable por una improvisación de kazoo sobre la melodía del "Cumpleaños feliz", grabada por el batería Lee Kerslake.

## Lista de temas
1. "Sunrise" - 4:07
2. "Spider Woman" - 2:30
3. "Blind Eye" - 3:37
4. "Echoes in the Dark" - 4:54
5. "Rain" - 4:01
6. "Sweet Lorraine" - 4:17
7. Tales - 4:12
8. The Magician's Birthday - 10:23

## Personal
- David Byron - voz
- Mick Box - guitarras
- Ken Hensley - teclados, guitarras, voces
- Gary Thain - bajo
- Lee Kerslake - batería, kazoo